# Dynatosoma norwegiense
Dynatosoma norwegiense är en tvåvingeart som beskrevs av Zaitzev och Okland 1994. Dynatosoma norwegiense ingår i släktet Dynatosoma och familjen svampmyggor.
Artens utbredningsområde är Norge. Inga underarter finns listade i Catalogue of Life.